# Big Love (Album)
Big Love ist das elfte Studioalbum der britischen Band Simply Red. Es wurde 2015 über das Label East West Records veröffentlicht.

## Hintergrund
Am 3. November 2014 kündigte Simply Red unerwartet zum 30-jährigen Bestehen für Herbst 2015 die Big Love-Tour 2015 an.
Ab 19. April 2015 war auf ihrer offiziellen Facebook-Seite zu lesen, dass sie ein neues Studio-Album mit dem Namen Big Love herausbringen werden. Das Album mit 12 neuen Stücken wurde am 1. Juni 2015 veröffentlicht. Die musikalische Stilrichtung des Albums orientiert sich an der Soulmusik der 1970er Jahre. Shine On ist die erste Singleauskopplung aus dem Album.

## Titelliste
1. Shine On (Mick Hucknall) 3:12
2. Daydreaming (Mick Hucknall) 3:38
3. Big Love (Mick Hucknall) 4:09
4. The Ghost of Love (Mick Hucknall) 3:16
5. Dad (Mick Hucknall) 3:54
6. Love Wonders (Mick Hucknall) 3:56
7. Love Gave Me More (Mick Hucknall) 3:17
8. Tight Tones (Mick Hucknall) 3:35
9. WORU (Mick Hucknall) 4:13
10. Coming Home (Mick Hucknall) 2:53
11. The Old Man and the Beer (Mick Hucknall) 2:54
12. Each Day (Mick Hucknall) 4:19

## Mitwirkende
- Mick Hucknall – Gesang
- Ian Kirkham – Keyboards und Saxophon
- Steve Lewinson – Bass
- Kenji Suzuki – Gitarre
- Kevin Robinson – Trompete, Flöte und Hintergrundgesang
- Dave Clayton – Keyboards
- Roman Roth – Schlagzeug

## Chartplatzierungen

### Album
| ChartsChartplatzierungen     | Höchstplatzierung | Wochen |
| ---------------------------- | ----------------- | ------ |
| Deutschland (GfK)            | 6 (8 Wo.)         | 8      |
| Österreich (Ö3)              | 11 (4 Wo.)        | 4      |
| Schweiz (IFPI)               | 10 (8 Wo.)        | 8      |
| Vereinigtes Königreich (OCC) | 4 (18 Wo.)        | 18     |